# Allobates paleovarzensis
Allobates paleovarzensis Lima, Caldwell, Biavati & Montanarin, 2010 è un anfibio anuro appartenente alla famiglia degli Aromobatidi.

## Etimologia
L'epiteto specifico si riferisce all'habitat in cui si trova la specie. La várzea è una foresta inondata dalle acque del bacino del Rio delle Amazzoni. Le foreste paleovarzee sono antiche pianure alluvionali del fiume e dei suoi affluenti che non sono più soggetti a inondazione stagionale.

## Distribuzione e habitat
Si trova nel dipartimento di Amazonas in Colombia e nello stato di Amazonas in Brasile.